# Sistema de control de la presión de los neumáticos

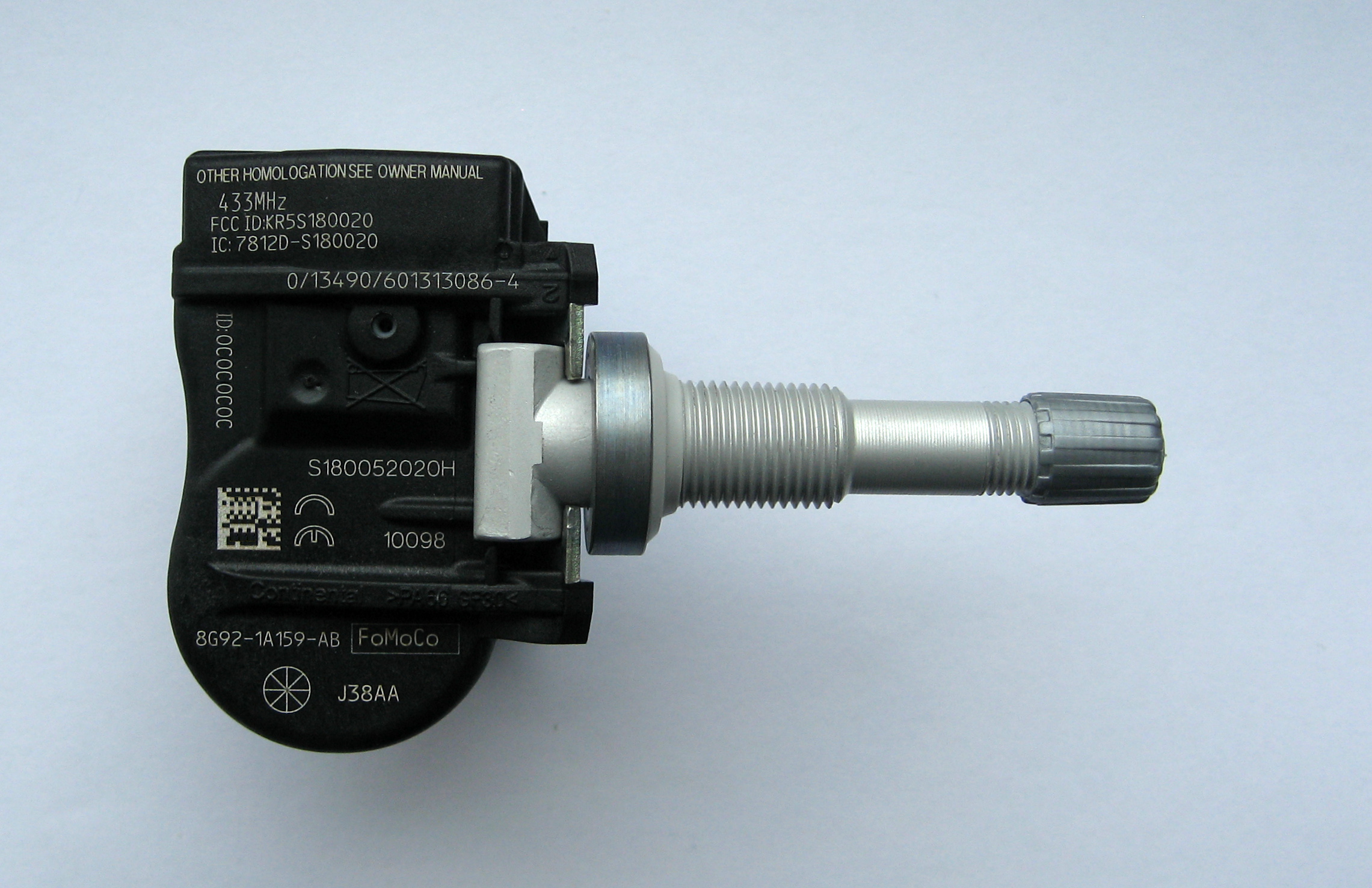
Sistema de control de la presión de los neumáticos (TPMS) para automóviles Ford y Volvo (parte delantera), fabricante: VDO

Un sistema de control de la presión de los neumáticos (en inglés tire-pressure monitoring system o TPMS) es un sistema electrónico diseñado para controlar la presión del aire dentro de los neumáticos de varios tipos de vehículos.
Un TPMS informa en tiempo real de la presión de los neumáticos al conductor del vehículo, ya sea a través de un manómetro, una pantalla con pictogramas o una simple luz de advertencia de la baja presión. Los TPMS pueden dividirse en dos tipos diferentes: directos (dTPMS) e indirectos (iTPMS). Los TPMS se suministran tanto a nivel de OEM (de fábrica), como a nivel de posventa. 
El objetivo de un TPMS es evitar los accidentes de tráfico, la baja economía de combustible y el aumento del desgaste de los neumáticos debido a la falta de inflado, mediante el reconocimiento temprano de un estado peligroso de los neumáticos. Esta funcionalidad apareció por primera vez en los vehículos de lujo en Europa en la década de 1980, mientras que la adopción en el mercado de masas se produjo tras la aprobación en EE. UU. de la Ley TREAD de 2000, después de la controversia sobre los neumáticos de Firestone y Ford. 
Los mandatos para la tecnología TPMS en los coches nuevos han seguido proliferando en el siglo XXI en Rusia, la UE, Japón, Corea del Sur y muchos otros países asiáticos. En noviembre de 2014, la tasa de instalación se sitúa en el 54% de los turismos.